# Nanpean
Nanpean est un village des Cornouailles, en Angleterre. Le village fait partie de la paroisse civile de St Stephen-in-Brannel.